# Monodeck
Le Monodeck est un contrôleur MIDI, basé sur le framework opensource midibox mais non open-source, construit par Robert Henke (plus connu sous le nom de Monolake) pour ses prestations en concert. Le Monodeck est utilisé avec le logiciel Ableton Live, également développé en partie par Robert Henke. Le Monodeck a connu deux versions (Monodeck puis Monodeck II) et n'est pas commercialisé.
On peut voir Robert Henke s'en servir sur cette video.